# Mauryho ostrov
Mauryho ostrov (angl. Maury Island) je malý ostrov v Pugetově zálivu, v americkém státě Washington. Pevninská šíje, kterou postavili ženisté z americké armády, ho spojuje s Vashonovým ostrovem. Před výstavbou byly ostrovy spojené pouze při odlivu. Ostrov má venkovské prostředí s výtečnou zemědělskou půdou, lesy a nevyvinutým pobřežím. Momentálně probíhá na jihu ostrova průzkum zdejšího životního prostředí. Nejvýchodnějším bodem ostrova je Robinsonův mys, na kterém se nachází maják Point Robinson Light.
Ostrov byl pojmenován v průběhu Wilkesovy expedice po Williamu Lewisovi Maurym, který v polovině devatenáctého století přepadával lodě Unie ku prospěchu Konfederace. V roce 1947 bylo prý spatřeno na ostrově UFO.
Mauryho ostrov je také centrem kontroverze mezi místními občany a společností Glacier Northwest, která dováží stavební potřeby. Na ostrově ale společnost vlastní štěrkovnu, kterou plánuje rozšířit na dvojnásobek. Pak bude moci těžit 40 tisíc tun štěrku denně, což není v souladu se státními zákony, které povolují pouze polovinu. Štěrkovna se nachází nedaleko chráněné námořní oblasti, kterou by zvýšená těžba mohla ohrozit. 30. prosince 2010 se okres King zmocnil pozemku a klíčů od hlavní brány. Rada totiž přijala návrh vedoucího okresu Dowa Constantina, který chtěl štěrkovnu koupit. Okresní oddělení přírodních zdrojů a parků nyní pracuje s obcí na zušlechtění pozemku pro veřejnost a obnovení životního prostředí pro divokou zvěř. Míle pobřeží, která byla částí koupě, je nejdelším nerozvinutým pobřežím v regionu a také velice důležitým pro divoká zvířata a ryby.